# Else Lüders (Indologin)
Else Lüders, geb. Peipers (* 1880 in Göttingen; † 13. März 1945 in Berlin) war eine deutsche Indologin.

## Werdegang
Ihr Vater David Peipers (1838–1912) war ein in Göttingen tätiger Philosophie-Professor. Sie heiratete 1900 den Indologen Heinrich Lüders und studierte unter ihm Sanskrit. Später assistierte sie ihrem Mann bei der Erstellung einer kritischen Ausgabe des Mahabharata und seit 1909 widmete sie sich der Entschlüsselung zahlreicher Sanskrit-Texte. 1919 erhielt sie als erste Frau einen Ehrendoktortitel der Universität Rostock. 1922 erschienen die von ihr herausgegeben Buddhistischen Märchen, eine Sammlung von 70 Jataka-Geschichten. 1930 kam ihr Buch Unter Indischer Sonne heraus, in dem sie eine Reise mit ihrem Mann nach Indien und Ceylon beschreibt. 1943 starb ihr Mann und sie kümmerte sich um sein literarisches Erbe, indem sie die von ihm begonnenen Arbeiten an den Turfan-Handschriften fortführte.
Else Lüders starb in den letzten Kriegswochen des Zweiten Weltkriegs in Berlin.